# Schloss Altkirch
Schloss Altkirch war ein Schloss in Altkirch im Oberelsass, heute im Département Haut-Rhin in der Region Grand Est.

## Geschichte
Das Schloss soll auf das 11. Jahrhundert zurückgehen, zunächst unter der Herrschaft der Grafen von Mömpelgard, dann der Grafen von Pfirt (französisch Ferrette). 1324 fiel die Herrschaft an Österreich. Der Bau wurde im 12. oder zu Beginn des 13. Jahrhunderts errichtet und 1231 erstmals erwähnt. Am Bergfried wurden Bauteile aus dem 15. Jahrhundert nachgewiesen, so dass auch eine spätere Errichtung möglich ist. 1460 residierte hier Landvogt Peter von Hagenbach. Es wurde 1633 von den Schweden und 1635 von den Franzosen eingenommen. Der im 15. Jahrhundert erbaute Turm soll der höchste im Elsass gewesen sein. Er wurde 1633 teilweise abgetragen und 1845 gänzlich zerstört. Später ging es über u. a. in den Besitz der Marzarins, 1659 der Valentinois, der Fürsten von Monaco. Die Stadt erwarb das Schloss 1845 und ließ an der Stelle die heutige Kirche errichten.

## Beschreibung
Die Burg lag an strategischer Lage auf einem Bergsporn oberhalb der Ill. Die kreisförmige Anlage war durch einen Graben von der Stadt getrennt. Das Aussehen der Burg mit großem Bergfried ist insbesondere aus einem Stich von Weiss bekannt, der in der Alsatia Illustrata von Schöpflin erschien, auch von einem Gemälde von Gutzwiller aus der Zeit um 1844 und einer Skizze von Winkler aus dem Jahr 1883. Der nördliche Teil der Burg, das „maison de guet“ (Wachhaus) ist heute noch erhalten, wurde aber im 19. und 20. Jahrhundert stark verändert.

## Nachweise
1. 1 2   Château fort. In: pop.culture.gouv.fr. Abgerufen am 19. Juni 2025 (französisch).
2. ↑  Felix Wolff: Elsässisches Burgen-Lexikon. Verzeichnis der Burgen und Schlösser im Elsass (= Veröffentlichungen des Kaiserlichen Denkmal-Archivs zu Strassburg i. E. Nr. 9). Beust, Straßburg 1908, S. ?.

Koordinaten: 47° 37′ 29″ N, 7° 14′ 21″ O